# Patagonia
La Patagònia è una regione geografica dell'America meridionale, che comprende l'estremità meridionale del continente. Divisa tra Argentina e Cile, ha un'estensione di oltre 900 000 km² (comprendendo la Terra del Fuoco), una popolazione di 2 700 000 abitanti (secondo l'ultimo censimento nel 2017) e una densità di 3 abitanti/km².
Il territorio della Patagonia è delimitato geograficamente ad ovest e a sud dall'Oceano Pacifico e ad est dall'Oceano Atlantico. Il confine settentrionale è comunemente considerato il corso dei fiumi Colorado e Barrancas. La regione deve il suo nome ai patagoni, termine usato da Ferdinando Magellano per indicare i nativi di quelle terre (oggi identificati dalle tribù dei tehuelche e degli aonikenk), che lui scambiò per giganti.
Le maggiori città sono: (Argentina) Neuquén, Comodoro Rivadavia, San Carlos de Bariloche, Puerto Madryn, Trelew, Río Gallegos, Río Grande, (Cile) Punta Arenas, Coyhaique, Puerto Aysén, Puerto Natales e Porvenir.

## Geografia

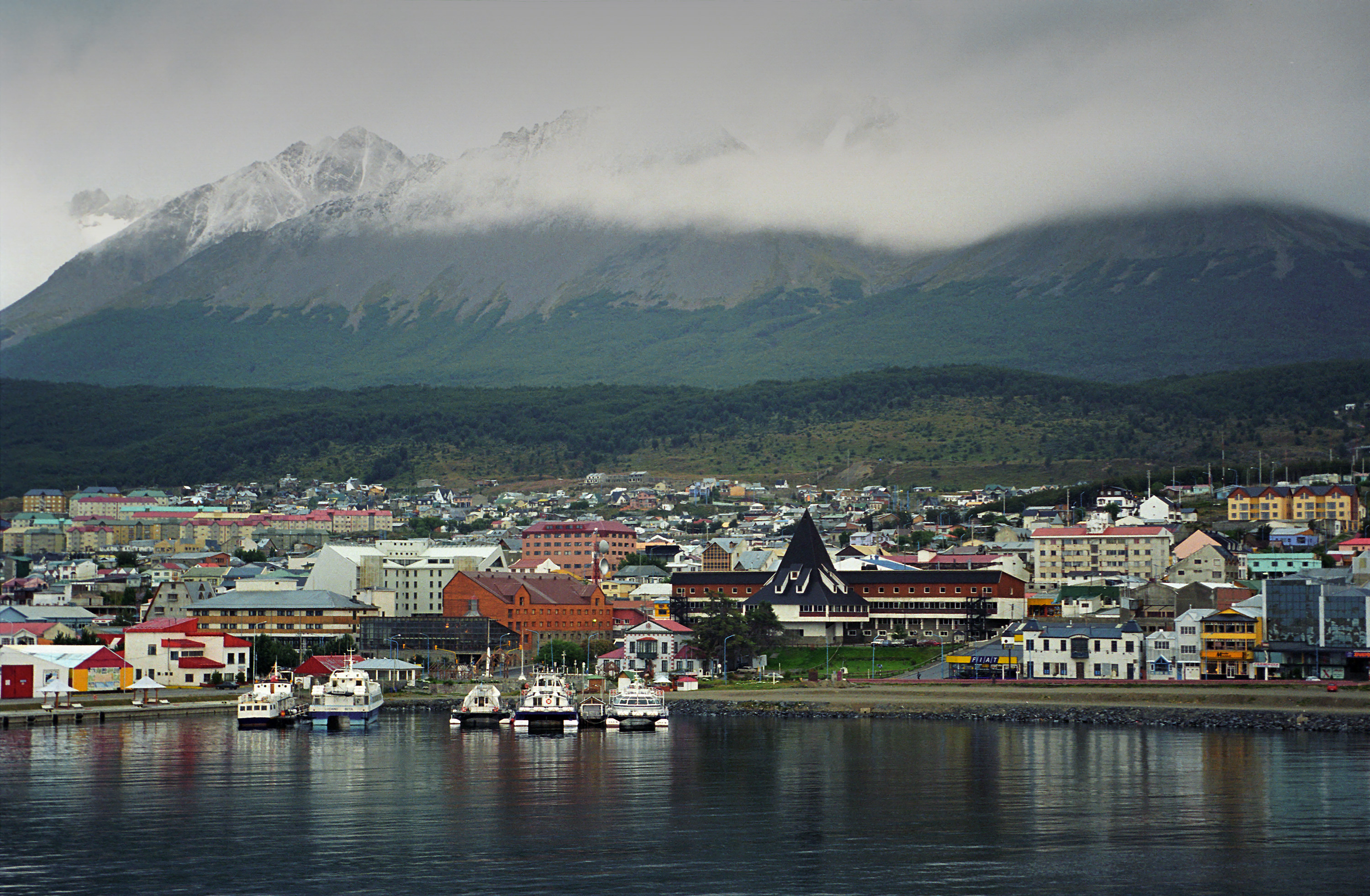
Ushuaia.

La Patagonia Argentina è generalmente una regione di ampie pianure steppiche, alle quali si susseguono altopiani che raggiungono ben oltre i 1.000 metri di quota e caratterizzati da un'enorme distesa ciottolosa priva di vegetazione. Nelle depressioni delle pianure si formano gli stagni o i laghi d'acqua dolce e salmastra. Verso le Ande il paesaggio ciottoloso cede il posto a formazioni rocciose caratterizzate da porfido, granito e lave basaltiche, la vita animale diventa più abbondante e la vegetazione più lussureggiante, acquistando le caratteristiche della flora della costa occidentale e consistendo principalmente di essenze quali il faggio del sud e le conifere.
L'alta piovosità delle Ande occidentali (le Ande bagnate) e le temperature più basse delle acque superficiali del mare generano masse d'aria fredda e umida, che contribuiscono al mantenimento dei campi glaciali e dei ghiacciai, che sono i più grandi nell'emisfero sud fuori dell'Antartide. Tra le depressioni di cui il plateau è intersecato trasversalmente, la principale è il Gualichu, a sud del Río Negro, seguita dal Maquinchao e Valcheta (attraverso le quali passano le acque del lago Nahuel Huapi, che alimentano il fiume Limay).
Oltre a queste depressioni trasversali (alcune delle quali segnano le linee di contatto interoceaniche antiche), altre sono state occupate da laghi da più o meno vasti, quali il Lago Yagagtoo, il Lago Musters, il Lago Colhué Huapi ed altri si sono formati a sud di Puerto Deseado, nel centro della regione. Le eruzioni vulcaniche nella regione centrale hanno contribuito alla formazione del plateau a partire dal terziario, con lave di tipo basaltico. I depositi glaciali occidentali più recenti si sono formati sopra quelle lave. L'erosione, causata principalmente dalla fusione e dalla ritirata improvvisa del ghiaccio, aiutata dai cambiamenti tettonici, ha scavato una depressione longitudinale profonda, che separa il plateau dalle prime colline alte, le creste generalmente denominate la pre-Cordigliera, mentre ad ovest di queste si trova una depressione longitudinale simile che percorre le pendici della Cordigliera delle Ande. In questa depressione posteriore si trovano le terre più ricche e più fertili della Patagonia.

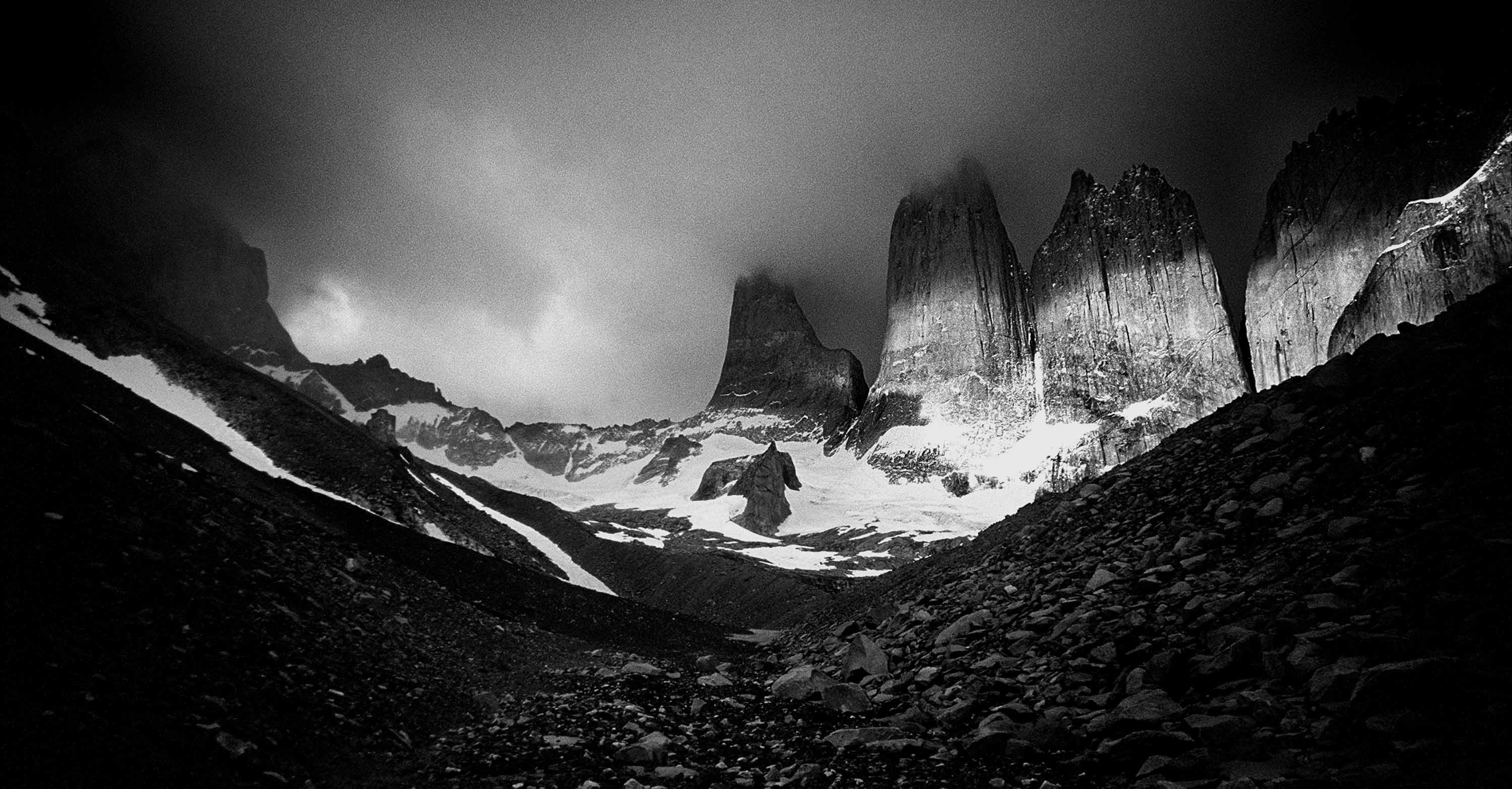
Torres del Paine.

I bacini lacustri lungo la Cordigliera sono stati scavati dai flussi del ghiaccio, compreso il Lago Argentino ed il Lago Fagnano, così come le baie litoranee quale Bahía Inútil. In particolare, il Lago Argentino ed il Lago Viedma sono originati dallo scioglimento dei grandi ghiacciai che hanno origine dal Campo de Hielo Sur. Si trova nelle Ande meridionali, sulla linea di confine tra Cile ed Argentina. È la terza calotta glaciale continentale al mondo, dopo quelle dell'Antartide e della Groenlandia. I numerosi ghiacciai del Parco nazionale Torres del Paine sono una delle principali attrazioni turistiche Cilene, perché spettacolari e facilmente raggiungibili in barca. Dalla parte argentina tutta l'area fa parte del Parque Nacional Los Glaciares.
Il ghiacciao Viedma è il più grande del Sudamerica, con una superficie totale di circa 970  km quadrati e termina nel Lago Viedma. Nasce a 70 km dal suo sbocco, sul vulcano Lautaro. A circa 80 km dalla città di El Calafate si trova il ghiacciaio Perito Moreno che si estende per circa 300 km quadrati ed è il ghiacciaio più accessibile e visitato giacché è uno dei pochi al quale si può arrivare per via autostradale; inoltre è forse l'unico ghiacciaio al mondo in condizioni di equilibrio (il suo fronte non indietreggia).
Il tratto andino che la costeggia è detto Cordigliera Patagonica, con le cime San Valentín (4058 m), cima massima della Patagonia, San Lorenzo (3700 m), Cerro Tronador (3554 m), Fitz Roy (3405 m). Questo tratto ha grandi campi glaciali e zone boscose subantartiche. Il clima è freddo e molto umido.
La Patagonia occidentale è il versante che si affaccia sull'Oceano Pacifico, caratterizzato da fiordi e da stretti con zone boscose. Il clima, generalmente, è molto umido.

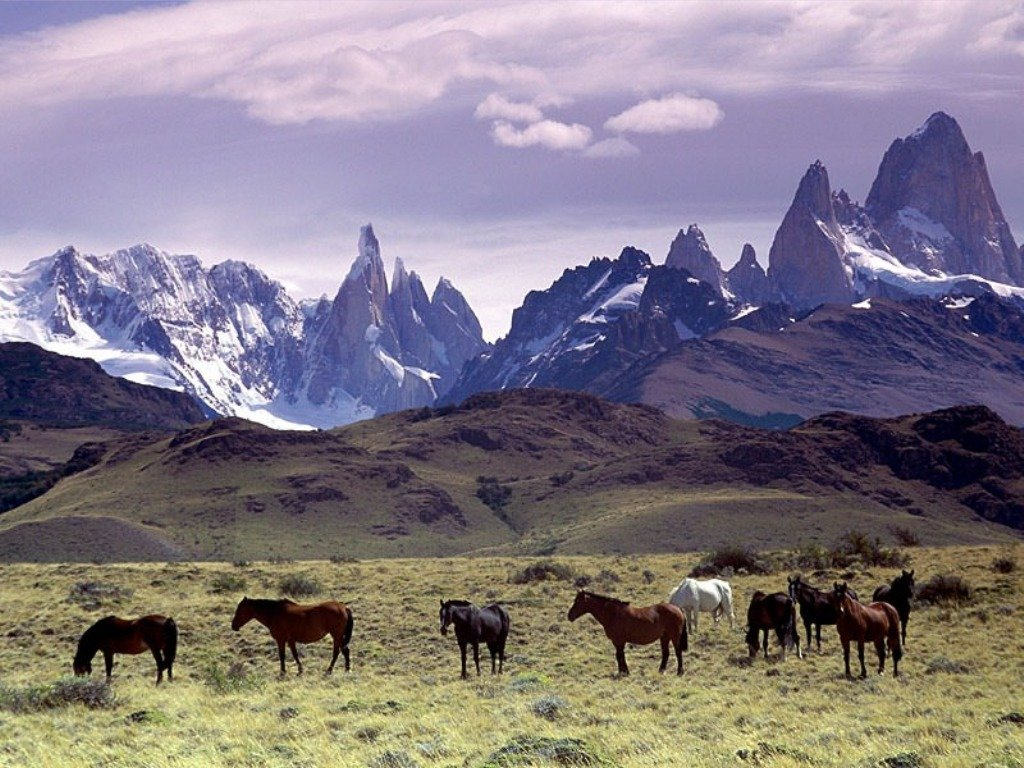
Il massiccio del Fitz Roy (dx) con il Cerro Torre al centro.

### Clima
Il clima è meno rigido di quanto sia stato supposto dai primi viaggiatori. Il versante orientale è più caldo dell'occidentale, particolarmente in estate, mentre davanti alla costa ovest scorre una corrente marina fredda. La temperatura media annuale è di 11 °C e i valori estremi sono 25,5 °C la massima e −1,5 °C la minima, mentre a Bahía Blanca, vicino al litorale atlantico ed appena fuori dei confini settentrionali della Patagonia, la temperatura annuale media è di 15 °C e la variazione è decisamente maggiore. A Punta Arenas, nel sud estremo, la temperatura media è 6 °C e i valori estremi sono 24,5 °C la massima e −2 °C la minima. I venti dominanti sono occidentali ed il versante rivolto a ovest subisce una quantità di precipitazioni maggiori rispetto al versante orientale, determinando l'ombra pluviometrica; le isole occidentali vicino a Torres del Paine ricevono una precipitazione annuale di 4000-7000 millimetri di pioggia, mentre le colline orientali ricevono meno di 800 millimetri di pioggia e nelle pianure si possono raggiungere i 200 millimetri di precipitazioni annuali.
La diminuzione dello strato di ozono sopra il polo Sud è stata indicata come causa di cecità e di cancro della pelle delle pecore della Tierra del Fuego; questo fenomeno desta preoccupazioni per la salute e l'integrità degli ecosistemi.

### Vulcani
Lungo tutta la dorsale andina si trovano numerosi vulcani. Questo fenomeno e dovuto alla tettonica a zolle in particolare alla Placca di Nazca in subduzione sotto la Placca sudamericana
- Alcuni vulcani argentini sono: Cerro Bayo, Domuyo, Tromen.
- Alcuni vulcani cileni: Michinmahuida, Chaitén, Corcovado, Hudson.
- Alcuni vulcani bi-nazionali: Lanín, Copahue, Tronador

### Province e regioni

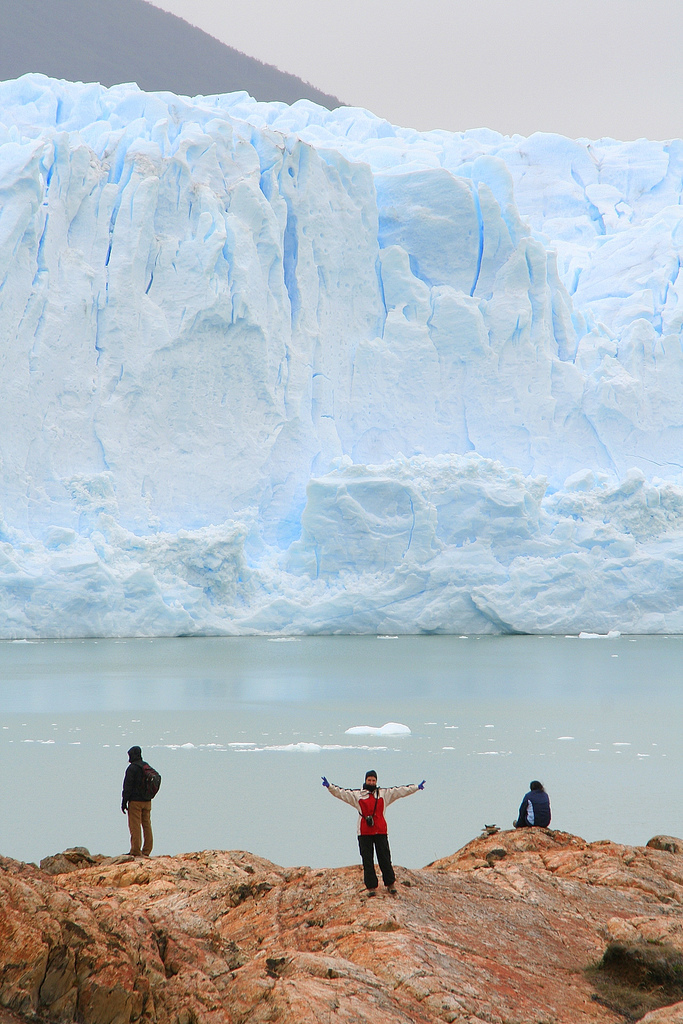
Ghiacciaio Perito Moreno.

La Patagonia è suddivisa politicamente fra cinque province appartenenti all'Argentina e due regioni e una provincia appartenenti al Cile.

#### Province argentine
Argentina:
- Provincia di Chubut
- Provincia di Neuquén
- Provincia di Río Negro
- Provincia di Terra del Fuoco, Antartide e Isole dell'Atlantico del Sud
- Provincia di Santa Cruz

#### Regioni cilene
Cile:
- Regione dei Laghi
  - Provincia di Palena
- Regione di Aysén
  - Provincia di Aysén
  - Provincia di Capitán Prat
  - Provincia di Coihaique
  - Provincia di General Carrera
- Regione di Magellano e dell'Antartide Cilena

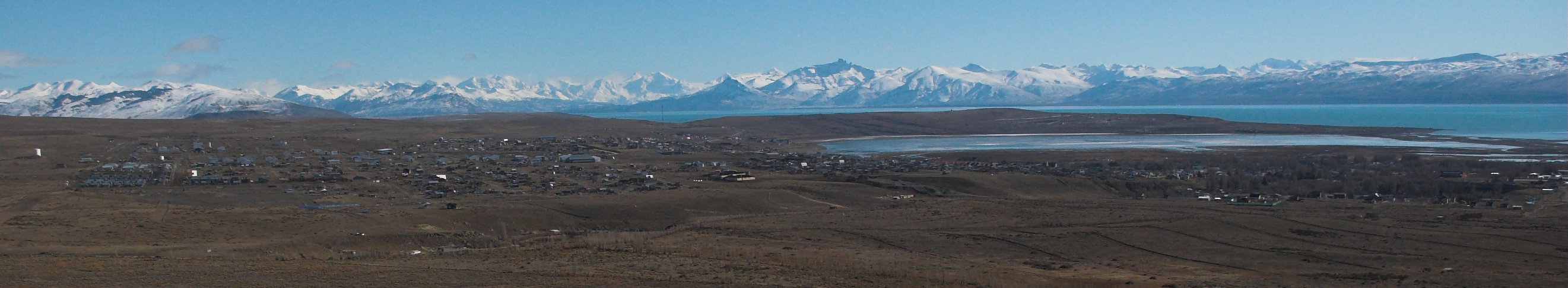
Veduta della città di El Calafate e del Lago Argentino, nella provincia di Santa Cruz.

  - Provincia di Antártica Chilena
    - Comune di Cabo de Hornos

  - Provincia di Magellano
  - Provincia di Tierra del Fuego
  - Provincia di Última Esperanza

## Ambiente

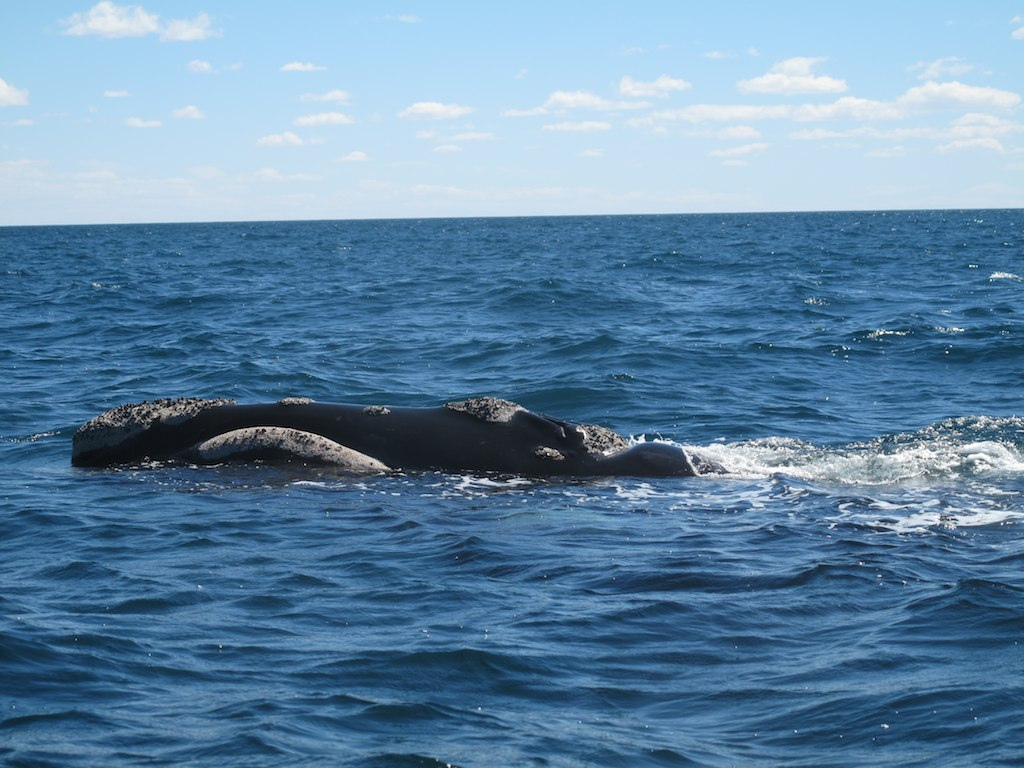
Penisola di Valdés.

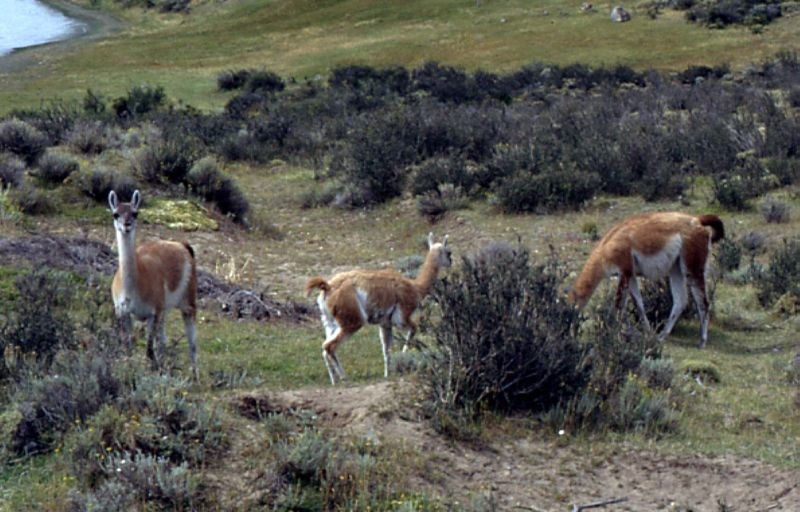
Guanacos a Torres del Paine, Cile.

### Flora
Per via dell'elevata variabilità nella temperatura, nelle precipitazioni e nell'altezza, ci sono vari modelli della vegetazione. La brughiera con le paludi e gli arbusti nani, chiamata brughiera di Magellano, predomina lungo il litorale occidentale del sud in cui soffiano venti forti e le precipitazioni sono abbondanti. Intorno ai campi glaciali, l'alta piovosità nelle zone riparate permette l'esistenza della foresta pluviale temperata (foreste subpolari di Magellano), con formazioni di faggio del sud (Nothofagus betuloides). Il bosco misto (foreste pluviali temperate di Valdivian) si può ritrovare nelle zone con intensità di precipitazione più bassa, e comprende essenze come Nothofagus pumilio, Berberis buxifolia e Gunnera magellanica.
Dal lato orientale delle montagne, ci sono inoltre zone di foreste pluviali e di paludi in cui l'intensità delle precipitazioni è elevata. Oltre queste zone si estendono la steppa ed il pascolo con gli arbusti bassi, dominati da Festuca ed erbe resistenti alle basse intensità di precipitazione ed ai venti forti. In primavera ed estate, il pascolo è dominato da piante basse ricoperte di piccoli fiori.
Il calafate (Berberis buxifolia) è considerato il simbolo della Patagonia. È un arbusto sempreverde, le cui bacche sono commestibili e utilizzate per produrre una marmellata. Una leggenda dice che mangiare le bacche di questo arbusto rende la gente sicura di ritornare in Patagonia. Un grande e meraviglioso esemplare di Fitzroya cupressoides, considerato un monumento naturale, si trova nel parco nazionale di Los Alerces.

### Fauna

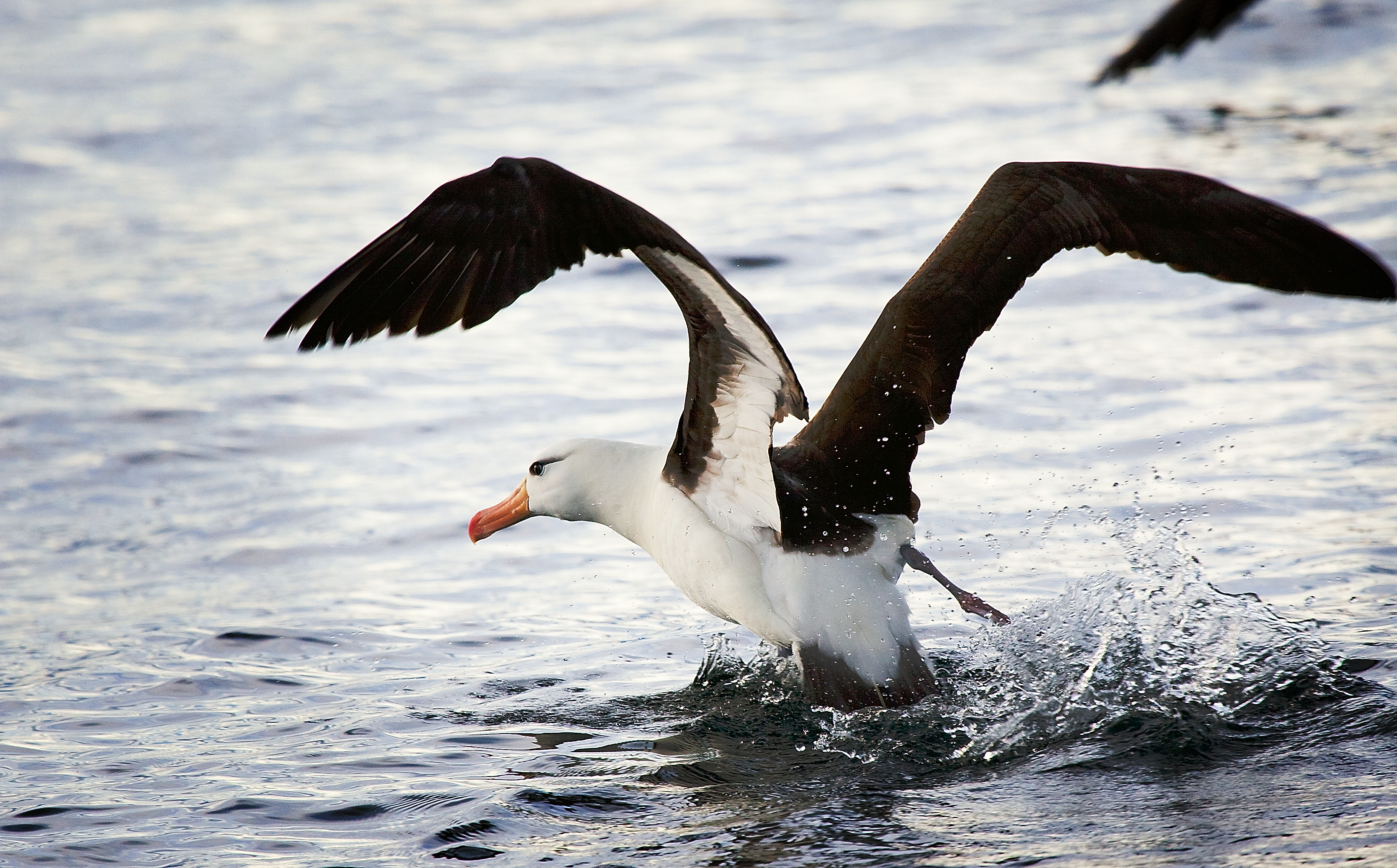
Albatross, ad Ushuaia.

Il guanaco, il puma, lo zorro o volpe brasiliana (Canis azarae), lo zorrino o Mephitis patagonica (un genere di moffetta) ed il tuco-tuco o Ctenomys magellanicus (un roditore sotterraneo) sono i mammiferi più caratteristici delle pianure della Patagonia.
Il guanaco vaga in greggi nella regione e rappresentava, insieme al Rhea americana, e più raramente al Rhea darwinii, il principale mezzo di sostentamento per le popolazioni native, che li cacciavano a cavallo e con i cani, utilizzando le bolas. Il Vizcacha (Lagidum spec.) ed il marà (Dolichotis patagonum) sono inoltre animali caratteristici della steppa e della Pampa al Nord.
L'avifauna è spesso meravigliosamente abbondante. Il Caracara del sud o carancho (Caracara plancus) è uno dei rappresentanti più caratteristici del paesaggio della Patagonia; il colibrì può essere visto in volo in mezzo alla neve appena caduta. Tra i molti generi di uccelli acquatici basti accennare al fenicottero, all'oca della regione montagnosa (Chloephaga picta) e, nello stretto, alla notevole oca di Magellano (Tachyeres pteneres). La fauna marina comprende: la balena australe, il pinguino di Magellano, l'orca e l'elefante marino.
La Penisola di Valdés è stata dichiarata dell'UNESCO patrimonio dell'umanità per la grande importanza che ricopre come riserva naturale.

### Elenco delle specie
- Guanaco
- Volpe della Patagonia
- Conuro della Patagonia
- Pinguino di Magellano
- Condor delle Ande

### Aree protette

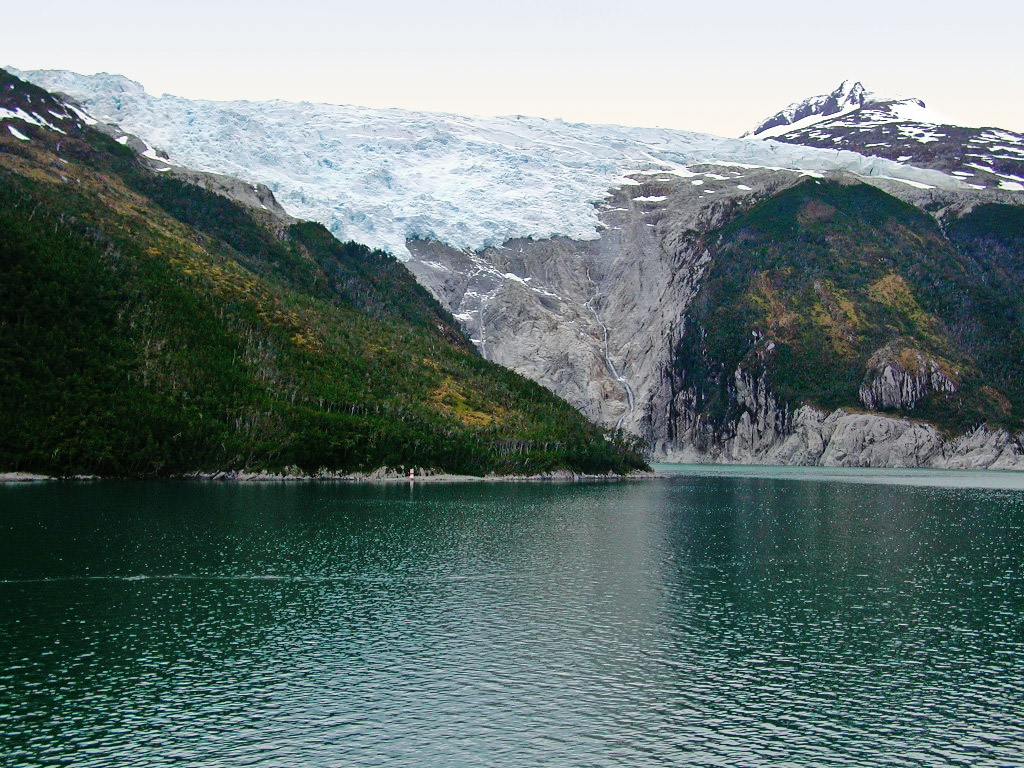
Ghiacciaio sul canale di Beagle nel Parco nazionale Alberto de Agostini.

La Patagonia è mondialmente nota per la varietà e ricchezza naturalistica delle sue aree protette. Nel Cile australe è famoso il Parco nazionale Torres del Paine che dà rifugio alla maggiore colonia di condor del Sudamerica. Il parco si estende dal livello del mare fino a circa 3000 m di altitudine offrendo paesaggi di montagna con laghi ricoperti da banchise ed iceberg.
 Argentina
- Parco nazionale Los Glaciares (4.459 km²), istituito nel 1937, fu dichiarato Riserva della Biosfera dall'UNESCO nel 1981.
- Parco nazionale Terra del Fuoco (100.000 ha), fu istituito nel 1960.
- Parco nazionale Los Alerces (263.000 ha), fu istituito nel 1937.
- Parco nazionale Nahuel Huapi (712.160 ha), istituito nel 1934 è cronologicamente il più antico dell'Argentina.
- Parco nazionale Perito Moreno (126.830 ha), fu istituito nel 1937.
- Parco nazionale Lago Puelo (18.100 ha), fu istituito nel 1971.
- Parco nazionale Lanín (216.993 ha), fu istituito nel 1937.
- Parco nazionale Laguna Blanca (11.250 ha), fu istituito nel 1940.
- Parco nazionale Los Arrayanes (1.753 ha), fu istituito nel 1971.
- Parco nazionale Monte León (61.700 ha), fu istituito nel 2004.

 Cile
- Parco nazionale Torres del Paine (181.000 ha), istituito nel 1959 fu dichiarato Riserva della Biosfera dall'UNESCO nel 1978.[6]
- Parco nazionale Laguna San Rafael (1.742.000 ha), istituito nel 1959 la sua principale attrazione è la laguna costiera formata dal ghiacciaio San Rafael.
- Parco nazional Queulat (154.093 ha), istituito nel 1983 la sua principale attrazione è il ventisquero colgante.
- Parco nazionale Isola Magdalena (157.616 ha), istituito nel 1983, si accede solo per via marittima da Puerto Cisnes e Puyuhuapi.[7]
- Parco nazionale Isola Guamblin (154.093 ha), istituito nel 1967.
- Parco Pumalín (325.000 ha), istituito nel 1991 è un parco privato di uso pubblico.
- Parco nacional Hornopirén (48.232 ha), fu istituito nel 1988.
- Parco nazionale Corcovado (293.986 ha), fu istituito nel 2005.
- Parco nazionale Bernardo O'Higgins (3.525.901 ha), istituito nel 1969, è il più vasto parco nazionale del Cile. La maggior parte del campo di ghiaccio Patagonico Sud si trova al interno dei suoi confini.
- Parco nazionale Alberto de Agostini (1.460.000 ha), istituito nel 1965, al suo interno si trova integralmente la Cordillera Darwin.
- Parco nazionale Pali Aike (5.030 ha), istituito nel 1970.
- Parco nazionale Cabo de Hornos (63.093 ha), istituito nel 1945 costituisce il parco nazionale più meridionale al mondo.

## Storia

### Patagonia precolombiana (10.000 a.C. - 1520 d.C.)

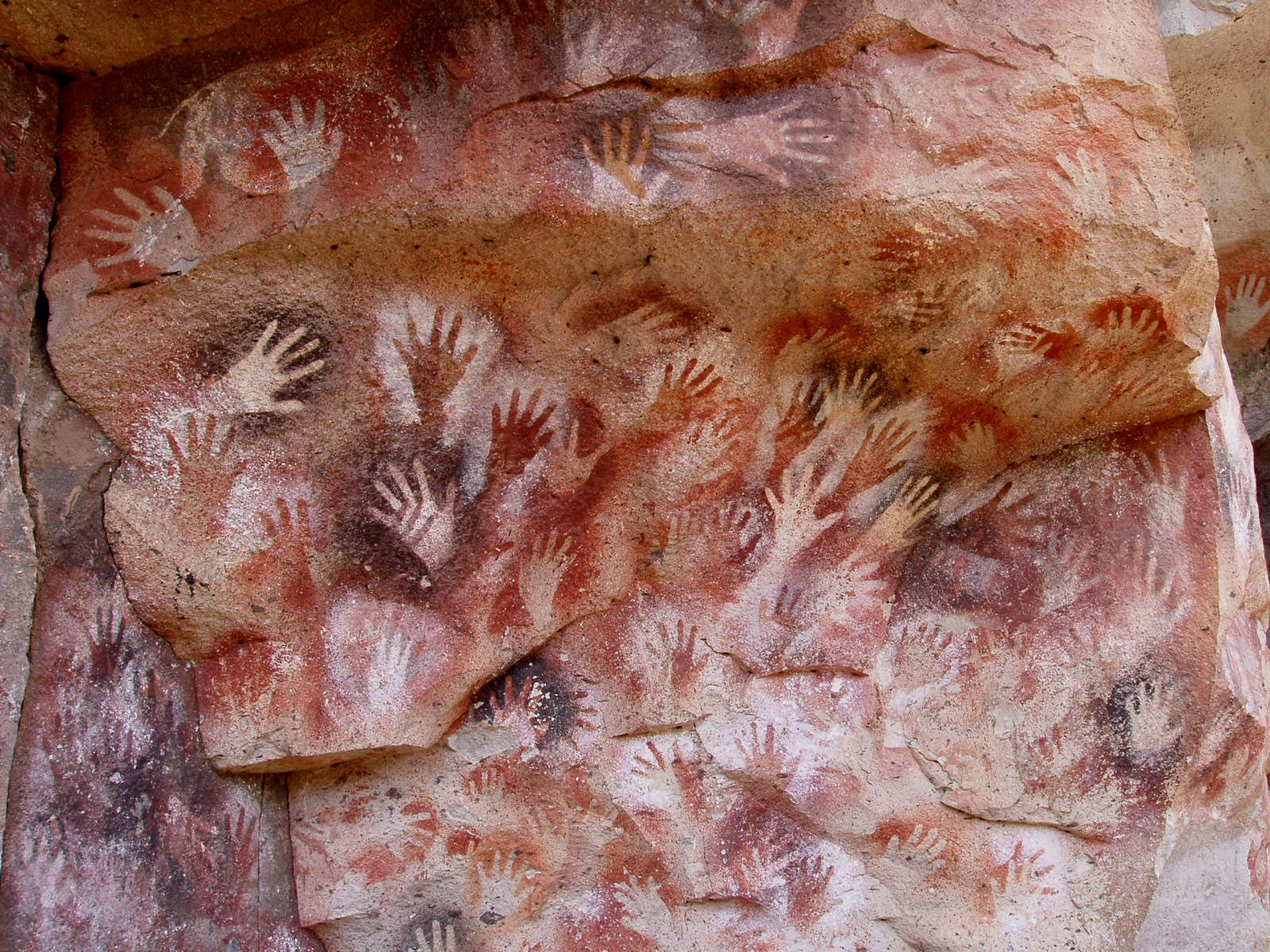
Cueva de las Manos sito di Santa Cruz, Argentina.

Alcune ricerche archeologiche hanno datato la presenza dell'uomo nella regione ad almeno 13.000 anni fa, anche se la data più certa sembra essere intorno ai 10.000 anni fa. Vi è la prova della presenza umana a Monte Verde nella Provincia di Llanquihue, in Cile, datata intorno ai 12.500 anni fa. La presenza di ghiacciai nella regione e i grandi flussi dell'acqua di fusione del ghiaccio avrebbero reso particolarmente difficile l'insediamento umano in quei tempi. La regione sembra essere abitata stabilmente da 10.000 anni, da varie culture che si sono susseguite nel tempo e la cui storia non è stata ancora studiata a fondo. Sono state condotte molte campagne di scavo, tra le quali quelle nella Cueva del Milodón, nella Provincia di Última Esperanza, nel sud della Patagonia e quelle presso Tres Arroyos, nella Tierra del Fuego, i cui ritrovamenti sostengono queste date. Focolari, pietre lavorate e resti animali, ritrovati ad est delle Ande, sono stati datati 9.400-9.200 anni fa. La Cueva de las Manos è un luogo famoso nella provincia di Santa Cruz, Argentina. Si tratta di una caverna alla base di una parete di roccia, nella quale sono state ritrovate pitture a parete, specialmente immagini negative di centinaia di mani, datate intorno agli 8.000 anni fa.
La caccia del guanaco era l'attività più importante, seguita da quella al rhea (ñandu). Non è chiaro se la megafauna della Patagonia, compreso il bradipo terrestre ed il cavallo, si fossero estinti nella zona prima dell'arrivo degli esseri umani, anche se questa, ora, è la teoria più ampiamente accettata. Non è inoltre chiaro se i cani domestici fecero parte dell'attività umana fin dall'inizio. Le bolas, ritrovate spesso, sono state utilizzate per la caccia al guanaco ed al rhea. Una cultura marittima è comparsa fra il Yámana al sud del Beagle Channel.
Le popolazioni indigene della regione comprendevano i Tehuelche, la cui società è stata portata quasi all'estinzione poco tempo dopo i primi contatti con gli europei. I Tehuelche comprendevano il popolo Gununa'kena al nord, i Mecharnuekenk nella Patagonia centrale del sud, gli Aonikenk o Tehuelche del sud nell'estremo sud, a nord dello stretto di Magellano. Sull'Isola Grande della Terra del Fuoco vivevano i Selknam (Ona), nel nord e gli Haush (Mannekenk) a sud-est. Negli arcipelaghi al sud della Tierra del Fuego vivevano gli Yamana, con i Kaweshkar (Alakaluf) nelle zone costiere e nelle isole della Tierra del Fuego occidentale e a sud-ovest del continente. Questi gruppi sono stati incontrati dagli europei nei loro primi viaggi esplorativi e ne descrissero i differenti stili di vita, le decorazioni del corpo e la lingua.
Intorno ai 1.000 anni fa agricoltori Mapuche hanno oltrepassato le Ande occidentali e, attraverso nelle pianure orientali sono arrivati all'estremo sud. Le loro abilità tecnologiche li hanno portati a dominare le altre popolazioni della regione in un breve periodo di tempo e sono oggi la comunità indigena principale.

### Le prime esplorazioni europee ed il tentativo di conquista spagnola (1520-1584)

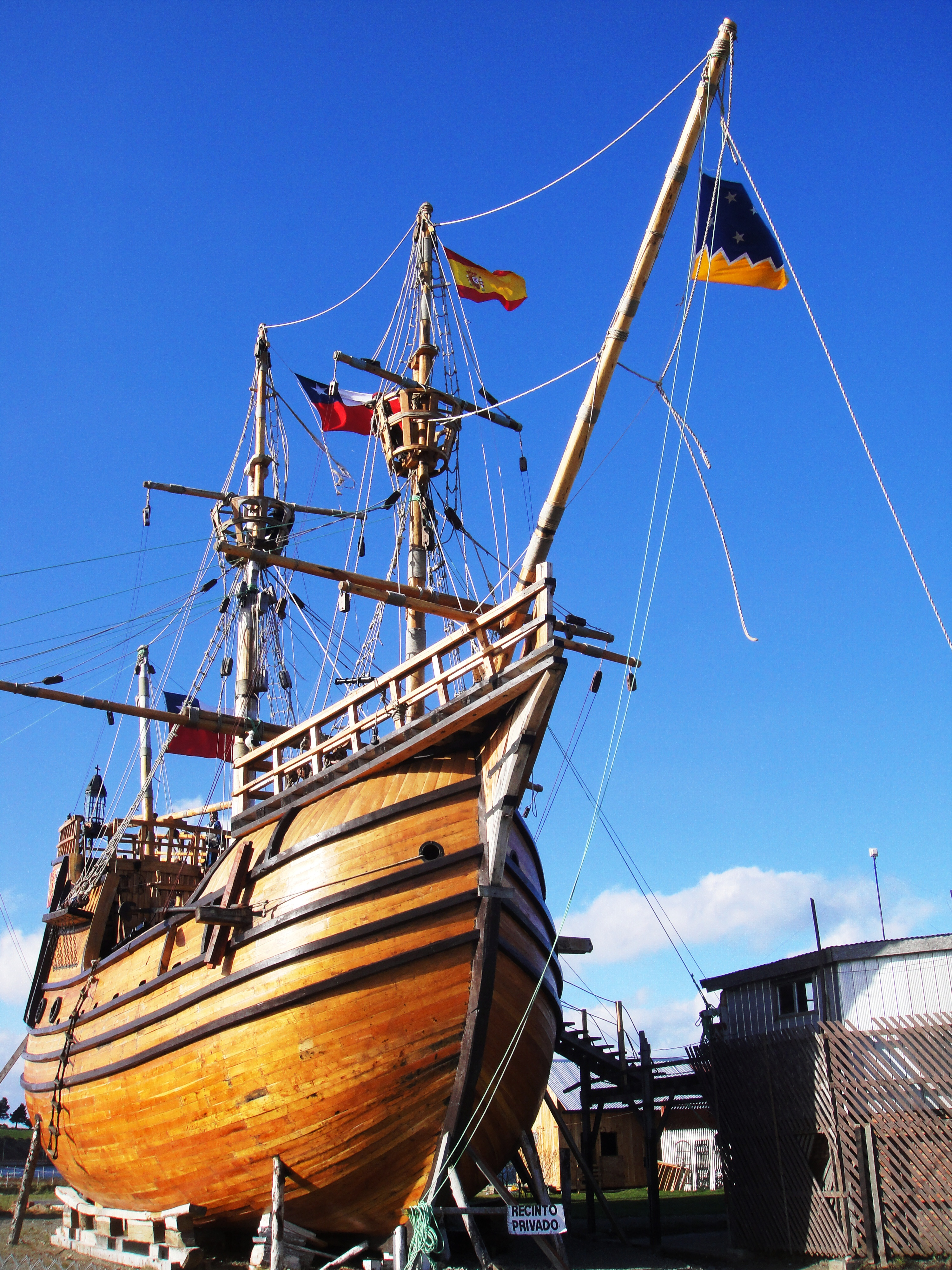
Copia della Nao Victoria, Prima nave a esplorare le coste della Patagonia nel 1520.

La Patagonia deve essere stata vista per la prima volta dagli europei nel 1520, con la spedizione di Ferdinando Magellano, che nel suo passaggio lungo il litorale ha dato il nome a molte delle zone più caratteristiche; Golfo San Matias, Capo delle undicimila Vergini (ora semplicemente capo Virgenes) ed altri. Tuttavia, è inoltre possibile che i navigatori precedenti come Amerigo Vespucci abbiano raggiunto la zona (nel suo viaggio del 1502 probabilmente raggiunse quelle latitudini), comunque la sua omissione nel descrivere esattamente le caratteristiche geografiche principali della regione, come il Río de la Plata, fa sorgere un dubbio sul fatto che sia realmente arrivato in quelle zone.
Rodrigo de Isla, partito da San Matias nel 1535 verso l'interno della regione, fu inviato da Simón de Alcazaba y Sotomayor (governatore della Patagonia occidentale nominato dal re Carlo V di Spagna), si presume sia stato il primo europeo ad aver attraversato la grande pianura della Patagonia. Se gli uomini al suo seguito non avessero ammutinato, avrebbe potuto attraversare le Ande per raggiungere il lato cileno.
Pedro de Mendoza, nominato governatore della regione, visse a Buenos Aires, ma non estese le sue esplorazioni al sud. Alonzo de Camargo (1539), Juan Ladrilleros (1557) e Hurtado de Mendoza (1558) hanno contribuito all'esplorazione delle coste occidentali. Sir Francis Drake compì un viaggio nel 1577 lungo il litorale orientale, attraversando lo stretto di Magellano e dirigendosi verso il nord del Cile ed il Perù. Ma la geografia della Patagonia deve più a Pedro Sarmiento de Gamboa (1579-1580), che, dedicandosi particolarmente alla regione di sud-ovest, ha effettuato indagini attente ed esatte. Gli insediamenti da lui fondati, Nombre de Dios e San Felipe, furono trascurati dal governo spagnolo. Il secondo insediamento, che fu abbandonato prima, venne denominato da Thomas Cavendish che lo visitò nel 1587, Puerto Hambre per via dello stato di desolazione in cui si trovava. Il distretto in prossimità di Puerto Deseado, esplorato da John Davis, è stato preso in possesso da Sir John Narborough in nome del re Carlo II d'Inghilterra nel 1669.

#### I giganti della Patagonia: la prima percezione degli europei

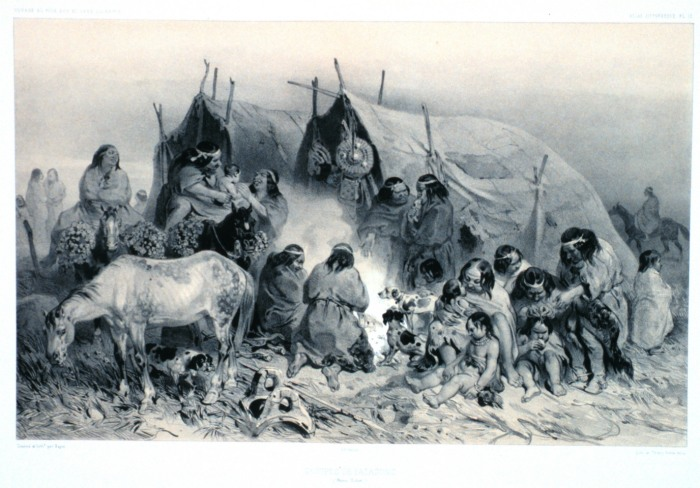
Illustrazione del 1840 degli indigeni della Patagonia nei pressi dello Stretto di Magellano; da "Voyage au pole sud et dans l'Oceanie ....." dell'esploratore francese Jules Dumont d'Urville.

Secondo Antonio Pigafetta, uno dei pochi superstiti della spedizione di Ferdinando Magellano, Magellano diede il nome Patagão (o Patagoni) agli abitanti che incontrarono in quella regione, la Patagonia. Anche se Pigafetta non descrive come si arrivò a questo nome, le interpretazioni popolari seguenti hanno dato credito al significato terra di giganti. Tuttavia, questa etimologia è discutibile. Il termine molto probabilmente è derivato da un nome, Patagón, una creatura selvaggia descritta da Primaleón di Grecia, l'eroe del romanzo spagnolo nel Racconto di cavaliere errante, di Francisco Vázquez. Questo libro, pubblicato nel 1512, era il seguito del romanzo Palmerín de Oliva, molto conosciuto allora e lettura preferita di Magellano. Magellano percepì i nativi, vestiti di pelli e cibantisi di carne cruda, come il Patagón incivile citato nel libro di Vázquez.
L'interesse per quella regione fu alimentato dai racconti di Pigafetta, nei quali si descriveva l'incontro con gli abitanti locali, che sosteneva misurassero circa 9-12 piedi di altezza -…così alto che abbiamo raggiunto soltanto la sua cintola-; da cui l'idea successiva che il termine Patagonia significasse terra dei giganti. Questa presunta esistenza dei giganti Patagoniani o di Patagoni si è infiltrata nella percezione europea comune di questa regione poco nota e distante, che fu alimentata ulteriormente dai rapporti successivi di altri esploratori e viaggiatori famosi come sir Francis Drake, che sembrò confermare queste voci. Le mappe del nuovo mondo a volte hanno riportato in legenda il termine regio gigantum (regione dei giganti), riferita alla Patagonia. Il concetto e la credenza popolare hanno persistito per i 250 anni successivi e furono rinvigoriti nel 1767, dopo una pubblicazione da parte di un ufficiale anonimo del commodoro John Byron dal titolo Viaggio recente di circumnavigazione globale dell'HMS Dolphin. Byron ed il suo equipaggio navigarono per un certo tempo lungo le coste della Patagonia e la pubblicazione sembra dare prova dell'esistenza di questi giganti; la pubblicazione si è trasformata in un best seller e migliaia di copie furono vendute. Anche altre pubblicazioni precedenti sulla regione furono ristampate frettolosamente (persino quelle in cui non si accennava affatto all'esistenza dei giganti).
Tuttavia, la mania del gigante patagoniano finì alcuni anni dopo, quando furono redatte alcune pubblicazioni più serie. John Hawkesworth, nel 1773, pubblicò per conto del Ministero della marina un compendio sui possedimenti inglesi nel sud, nel quale erano raccolte pubblicazioni, comprese quelle di James Cook e di John Byron. Da questa pubblicazione, ricavata dai loro diari ufficiali, fu evidenziato che l'equipaggio di Byron incontrò persone non più alte di due metri; alti forse ma non giganti. L'interesse presto si abbassò, anche se la consapevolezza e la credenza nel mito hanno persistito persino nel ventesimo secolo.

### Le esplorazioni scientifiche (1764-1842)
Nella seconda metà del XVIII secolo, la conoscenza europea della Patagonia fu ulteriormente accresciuta grazie ai viaggi di John Byron (1764-1765), Samuel Wallis (1766, a bordo dell'HMS Dolphin, sul quale Byron aveva navigato) e Louis Antoine de Bougainville (1766). Thomas Falkner, un gesuita che visse circa quaranta anni in quelle regioni, pubblicava il suo Descrizione della Patagonia (Hereford, 1774); Francisco Viedma fondò Carmen de Patagones ed Antonio percorse la regione interna fino alle Ande (1782); Basilio Villarino esplorò il Rio Negro (1782).
Due indagini idrografiche lungo le coste furono di importanza fondamentale: la prima spedizione (1826-1830) fu compiuta con l'HMS Adventure e con l'HMS Beagle sotto il comando dell'ammiraglio Phillip Parker King. La seconda spedizione (1832-1836) fu compiuta con l'HMS Beagle sotto il comando di Robert FitzRoy. Alla seconda spedizione prese parte Charles Darwin che passò molto tempo nello studio delle zone interne della Patagonia, accompagnandosi nelle sue spedizioni ai gauchos del Río Negro e unendosi a FitzRoy in una spedizione di 320 chilometri lungo il corso del fiume Santa Cruz.

### Espansione cilena ed argentina (1843-1902)

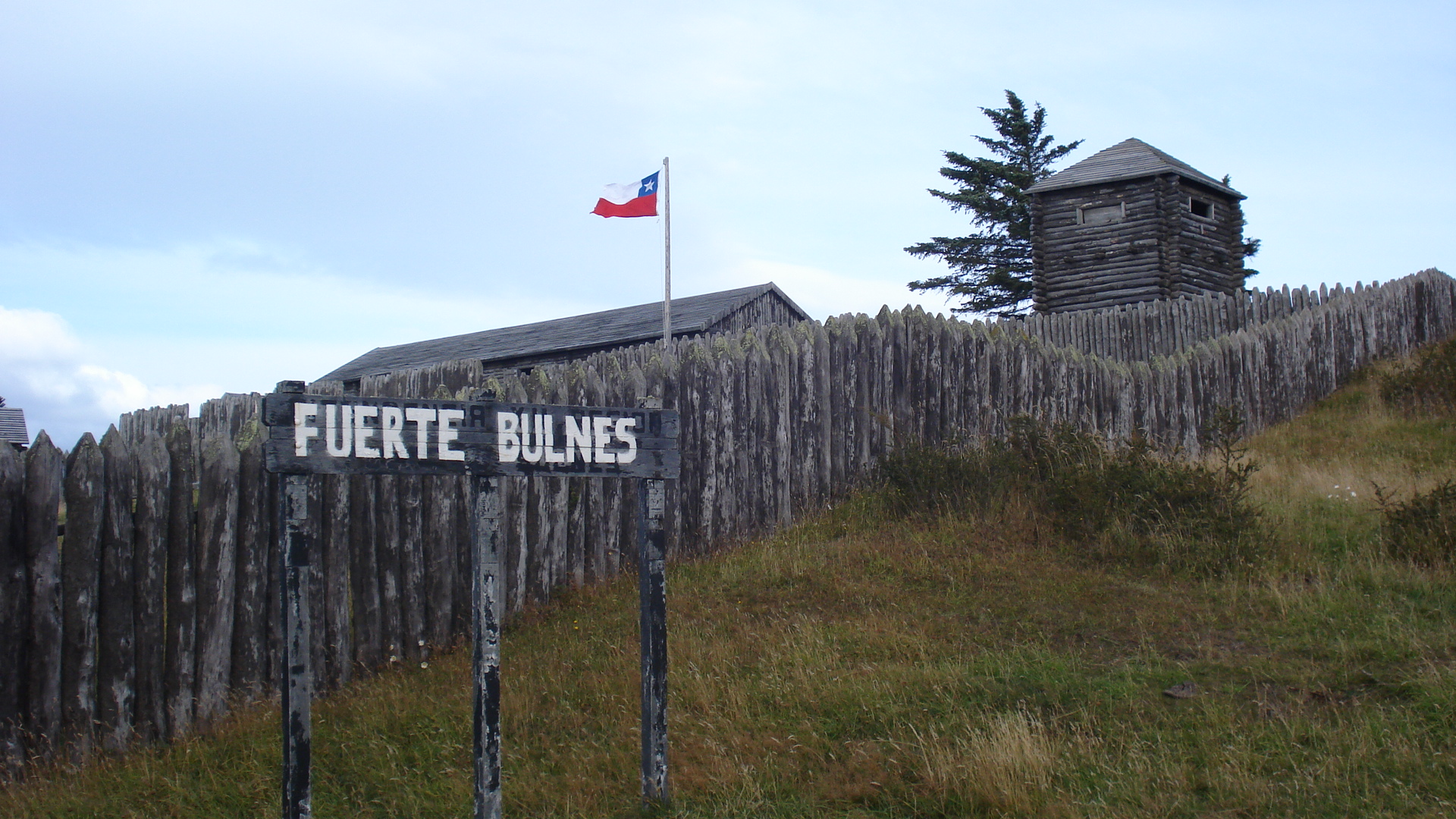
Il Fuerte Bulnes, nel 1843 punto di partenza per l'espansione cilena in Patagonia.

Seguendo le istruzioni di Bernardo O'Higgins, il presidente cileno Manuel Bulnes inviò una spedizione nello stretto di Magellano che fondò Fuerte Bulnes in 1843. Cinque anni più tardi, il governo cileno spostò l'insediamento principale verso la posizione attuale di Punta Arenas, diventando il più vecchio insediamento permanente nella Patagonia del sud. La creazione di Punta Arenas era strategica per la dominazione del Cile sullo stretto di Magellano.
Nella metà del XIX secolo le nuove nazioni indipendenti dell'Argentina e del Cile hanno iniziato una fase aggressiva di espansione verso il sud, anche nei confronti delle popolazioni indigene. Nel 1860, un avventuriero francese Orelie-Antoine de Tounens si autoproclamò re del Regno di Araucanía e Patagonia e del popolo Mapuche. Il capitano George Chaworth Musters, nel 1869 viaggiò nella regione con un gruppo di Tehuelche, dallo stretto di Magellano al Manzaneros nel nord-ovest, raccogliendo moltissime informazioni sulla gente e sul il loro modo di vivere. Nel 1870 la Conquista del Deserto fu una campagna discutibile condotta dal governo dell'Argentina, eseguita principalmente dal Generale Julio Argentino Roca, per sottomettere o per sterminare le popolazioni autoctone del sud. Dalla metà del 1880 gli obiettivi della campagna erano stati, in gran parte, realizzati.
Nel 1885 partì una spedizione volta all'estrazione mineraria condotta dall'avventuriero rumeno Julius Popper che, arrivato nella Patagonia del sud alla ricerca dell'oro, lo trovò nelle regioni della Tierra del Fuego. I missionari e i coloni europei arrivarono nel XIX e nel XX secolo, insieme ad una comunità di lingua gallese che si insediò della valle di Chubut. Durante i primi anni del XX secolo, il confine fra le due nazioni, Argentina e Cile, nella Patagonia è stato stabilito tramite la mediazione britannica. Ma ha subito, da allora, molte modifiche e vi è ancora una linea (di 50 chilometri) dove il confine non è stato stabilito (Hielos Continentales).
Fino al 1902, la maggior parte della Patagonia è stata abitata da Chilotes che lavoravano nell'allevamento del bestiame. Prima e dopo il 1902, quando i confini sono stati stabiliti, molti Chilotes sono stati espulsi dal territorio dell'Argentina. Questi operai hanno fondato Balmaceda, il primo insediamento cileno in quella che è ora la Regione di Aysén. Mancando di buoni pascoli dal lato cileno, coperto dalla foresta, gli immigrati diedero fuoco alle foreste con incendi che durarono più di due anni.

## Economia
Le attività economiche principali sono caratterizzate dall'industria estrattiva, la caccia alla balena, l'allevamento del bestiame (principalmente della pecora), la produzione della frutta e del frumento (vicino alle Ande verso il Nord) e l'estrazione del petrolio, dopo la scoperta di giacimenti vicino a Comodoro Rivadavia nel 1907. La produzione di energia è inoltre un settore cruciale dell'economia locale. Le ferrovie sono state progettate per collegare la Patagonia continentale dell'Argentina ed utilizzate per il trasporto del petrolio e dei prodotti derivati dall'estrazione mineraria, l'agricoltura e l'industria energetica. Una linea è stata sviluppata per il collegamento di San Carlos de Bariloche con Buenos Aires. Altre linee sono state costruite al sud, ma le uniche linee ancora in uso sono La Trochita ad Esquel ed il Treno per la fine del mondo ad Ushuaia, entrambe linee storiche, ed un Tren Histórico da San Carlos de Bariloche al Perito Moreno.

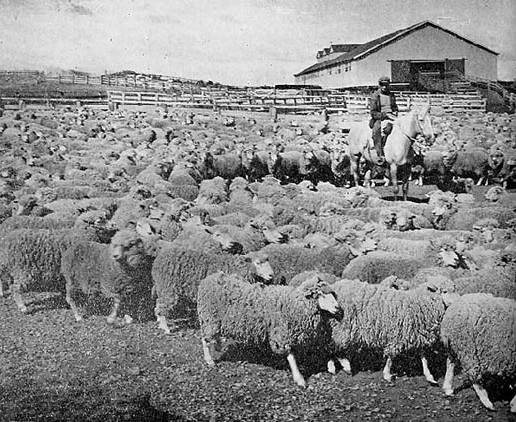
Tierra del Fuego (Argentina), 1942. L'attività primaria della regione era l'allevamento della pecora che subì un lento declino per via della richiesta sempre minore di lana e per le nuove attività di estrazione del petrolio e del gas naturale.

L'allevamento delle pecore fu introdotto alla fine del XIX secolo ed è stato l'attività economica principale. Dopo il raggiungimento di elevate quote di mercato durante la prima guerra mondiale, il declino della richiesta di lana nel mondo ha portato ed un forte ridimensionamento dell'allevamento delle pecore in Argentina. Al giorno d'oggi circa la metà dei 15 milioni di pecore dell'Argentina sono allevate in Patagonia, una percentuale che sta aumentando mentre l'allevamento delle pecore diminuisce nella pampa (al Nord). Chubut (principalmente merino) è al primo posto nella produzione di lana, mentre Santa Cruz (Corriedale ed in misura minore merino) è al secondo posto. L'allevamento delle pecore ha avuto un nuovo sviluppo nel 2002 con la svalutazione del peso e l'aumento costante della domanda globale delle lane (da parte della Cina e dell'Unione Europea). Gli investimenti nei nuovi mattatoi sono ancora modesti (principalmente a Comodoro Rivadavia, Trelew e Rio Gallegos) e spesso ci sono limitazioni di carattere fitosanitario all'esportazione della carne di pecora. Le vaste valli nei dintorni della Cordigliera andina hanno fornito le terre di pascolo sufficienti. L'umidità bassa ed il clima della regione meridionale favoriscono l'aumento degli allevamenti di varietà merino e Corriedale. L'allevamento comprende, anche se in minore quantità, bovini, suini ed equini. L'allevamento delle pecore garantisce piccole ma importanti opportunità di lavoro nelle zone rurali dove vi è poco altro.
Nella seconda metà del XX secolo, il turismo ha rappresentato la parte più importante dell'economia della Patagonia. Originale e remota destinazione, la regione ha attratto crescenti schiere di viaggiatori e croceristi provenienti da destinazioni quali Capo Horn o da visite in Antartide, nonché numerosi viaggiatori alla ricerca dell'avventura. Le attrazioni turistiche principali includono: il Perito Moreno, la penisola di Valdés, il Parco nazionale Torres del Paine, il distretto del Lago Argentino, Ushuaia e la Tierra del Fuego. Il turismo ha generato nuove attività economiche locali legate ai mestieri tradizionali quali l'artigianato dei Mapuche, il tessile con la lana del guanaco, la confetteria e le conserve.

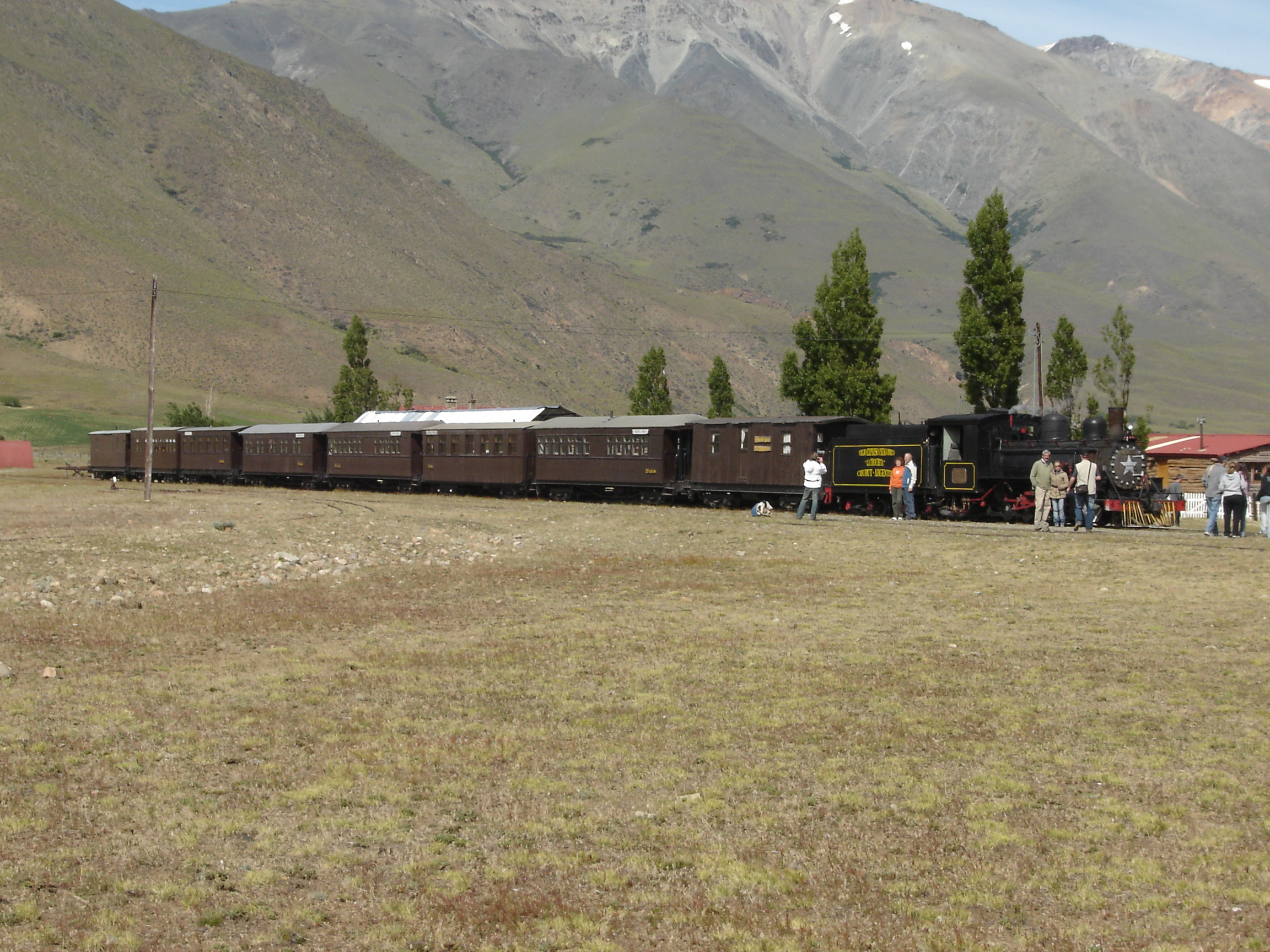
La Trochita nella Provincia di Chubut. Era l'unico mezzo di trasporto rapido della provincia; ora La Trochita è diventata un'attrazione turistica.

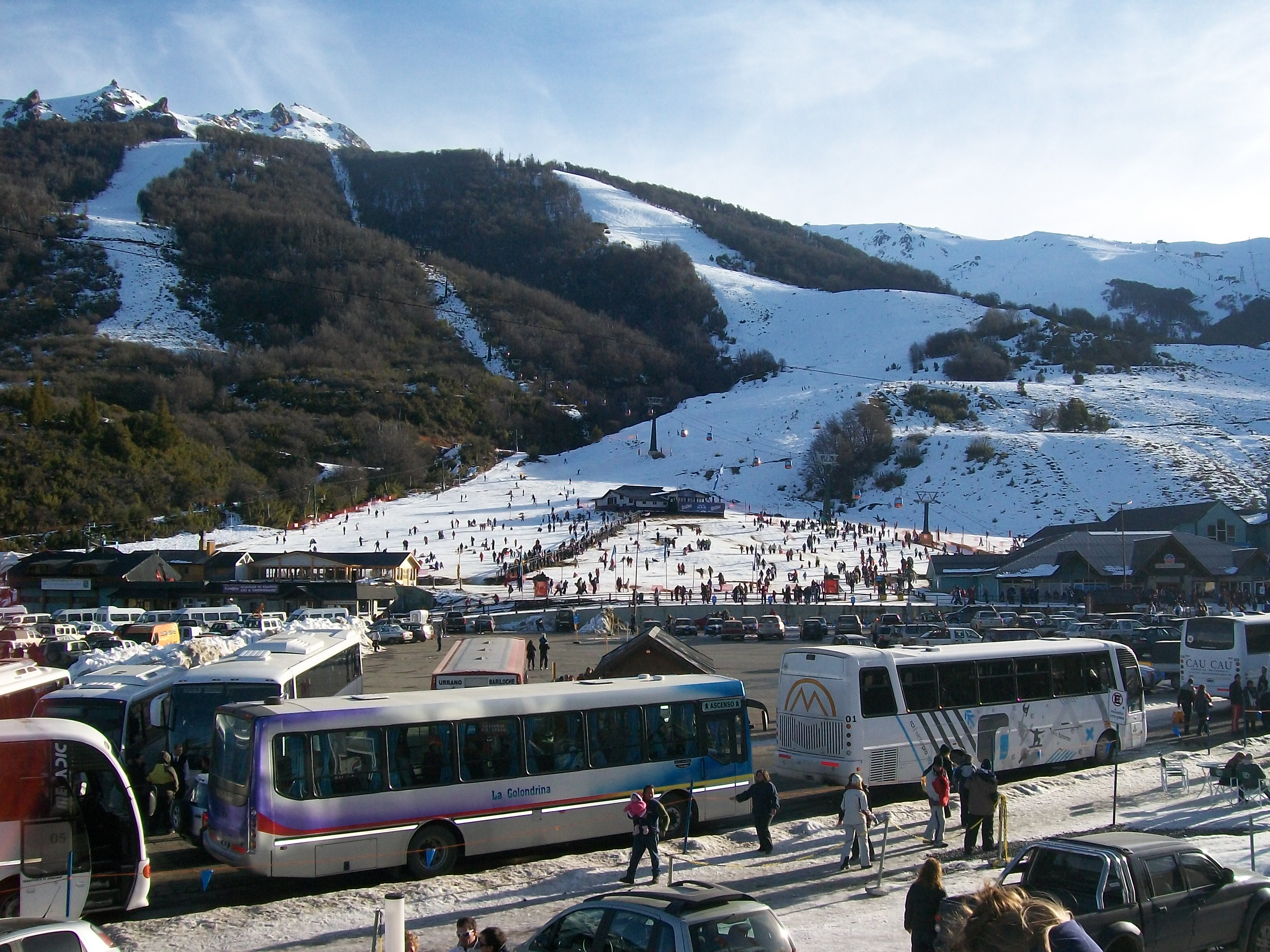
San Carlos de Bariloche.

Con l'appoggio del governo cileno, l'azienda spagnola Endesa ha in progetto la costruzione di un certo numero di grandi dighe idroelettriche nella Patagonia cilena. Ciò ha suscitato inquietudini da parte di tante organizzazioni ambientaliste locali ed internazionali. Le prime dighe proposte sarebbero costruite sui fiumi di Pascua e Backer, ma la costruzione di dighe è inoltre stata proposta su altri fiumi, compreso il Futalefu, in Cile e sul fiume Santa Cruz in Argentina. La costruzione delle dighe avrà effetti di carattere ecologico e minacceranno la pesca, il turismo e gli interessi agricoli lungo il fiume. L'elettricità sarebbe trasportata da linee ad alta tensione (che saranno costruite da un'azienda canadese) per una lunghezza di circa 2000 km verso nord, in direzione delle zone di estrazione mineraria e delle industrie intorno a Santiago. Le linee attraverserebbero un certo numero di parchi nazionali, finora incontaminati, e di zone protette. Il governo cileno considera essenziale per sviluppo economico la disponibilità di fonti energetiche, mentre i contrari al progetto obiettano che questo distruggerà la crescente industria turistica della Patagonia. Nessuna prova è stata prodotta dall'esperienza di altre nazioni che la presenza di linee elettriche abbia interessato significativamente il turismo. Infatti, i contrari al programma hanno utilizzato i tabelloni per le affissioni pubblicitarie nel Cile affiggendo manifesti nei quali si sovrappongono le immagini delle linee elettriche sopra i paesaggi del parco nazionale del Torres del Paine, nel quale nessuna proposta per la costruzione di tali linee è stata presentata.
Un altro effetto del turismo è stato l'aumento degli acquisti di appezzamenti di terra enormi da parte di stranieri, spesso più come un acquisto di prestigio piuttosto che per l'agricoltura. Tra i compratori figurano Sylvester Stallone, Ted Turner e Christopher Lambert e specialmente Luciano Benetton, il più grande proprietario terriero della Patagonia. La sua Compañia de Tierras Sud ha portato le nuove tecnologie all'industria, patrocinato musei e favorito le comunità locali, ma è stato un intervento discutibile specialmente per quanto riguarda il trattamento delle comunità locali di Mapuche.
La cucina della Patagonia Argentina è in gran parte la stessa di Buenos Aires - carni e pasta cotte - con vasto uso degli ingredienti locali e minore uso di quei prodotti che devono essere importati nella regione. L'agnello è considerato la carne Patagonica tradizionale, cotta per parecchie ore sopra un fuoco all'aperto. Alcune guide turistiche hanno segnalato erroneamente che il guanaco e i cervi, sono utilizzati nelle cucine dei ristoranti. Tuttavia, poiché il guanaco è un animale protetto sia nel Cile che in Argentina, è improbabile che compaia nei menù. La trota ed il granchio reale sono utilizzati nella preparazione di piatti tipici, benché l'esaurimento delle risorse ittiche del granchio reale (Glyptolithodes cristatipes) lo abbia reso sempre più limitato. Nella zona intorno a Bariloche, è presente la tipica tradizione alpina di cucina, con le barre di cioccolato e perfino la fonduta. I ristoranti e le stanze del tè la sono una caratteristica delle comunità di lingua gallese di Gaiman, Chubut e Trevelin così come nelle montagne.

## Letteratura
- Tutta l'opera di Francisco Coloane, uno dei più grandi romanzieri latino americani del XX secolo, gira intorno al senso di grandezza e di potenza della natura patagonica.
- Influenzato da Coloane, di questi luoghi ha parlato Bruce Chatwin nel suo romanzo In Patagonia, punto di riferimento letterario per molti viaggiatori e turisti.
- Anche Luis Sepúlveda ha scritto della Patagonia nel suo Patagonia express. Appunti dal sud del mondo.
- Importante il contributo di E. Lucas Bridges, figlio di due tra primi coloni inglesi trasferitisi nella Terra del Fuoco che con il suo ''Ultimo confine del mondo'' ci lascia una testimonianza storica unica e preziosa.
- Nel romanzo di fantascienza Infinito di Olaf Stapledon, la Patagonia è la terra in cui nasce e si sviluppa l'ultima civiltà dei Primi Uomini.

## Galleria d'immagini

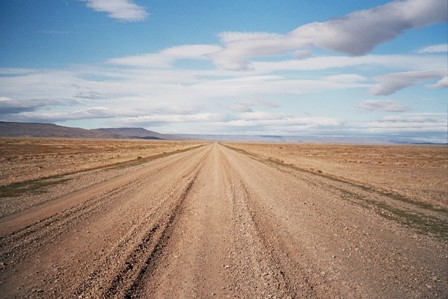
Un'immagine della meseta patagonica argentina.
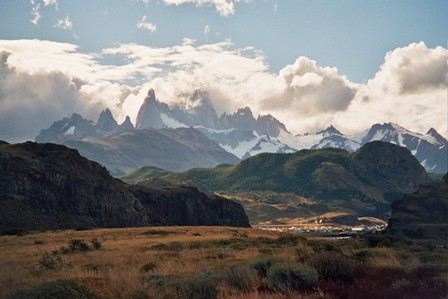
Il gruppo del Fitz Roy al tramonto.
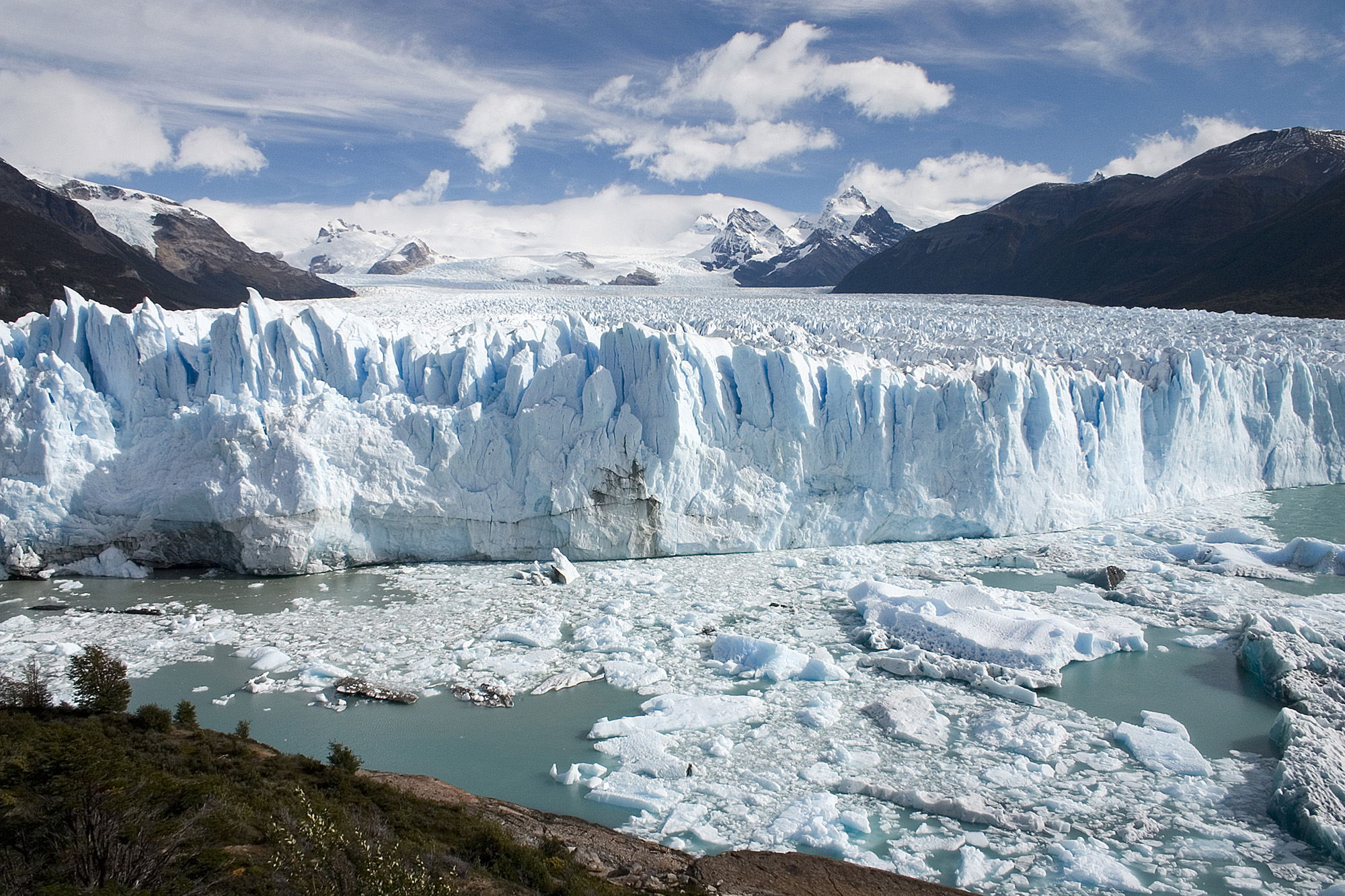
Il ghiacciaio del Perito Moreno, provincia di Santa Cruz, Argentina.
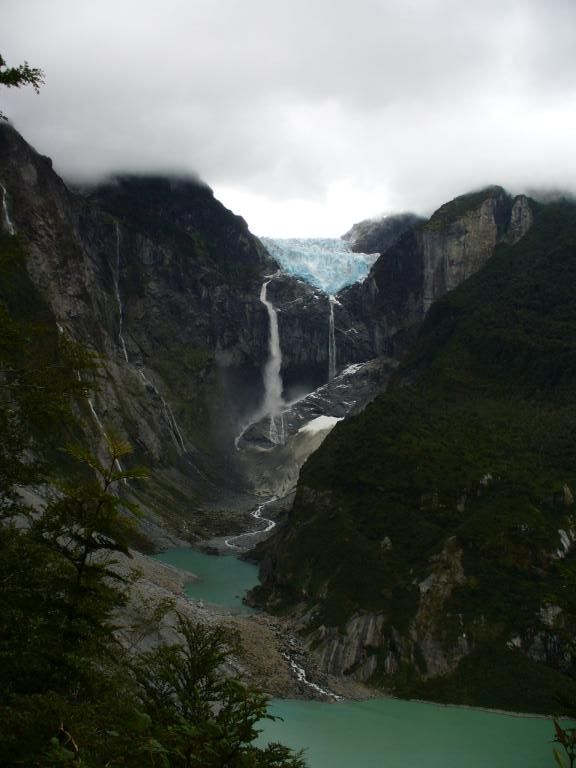
Ventisquero Colgante, Parco nazionale Queulat, Regione di Aysén, Cile.
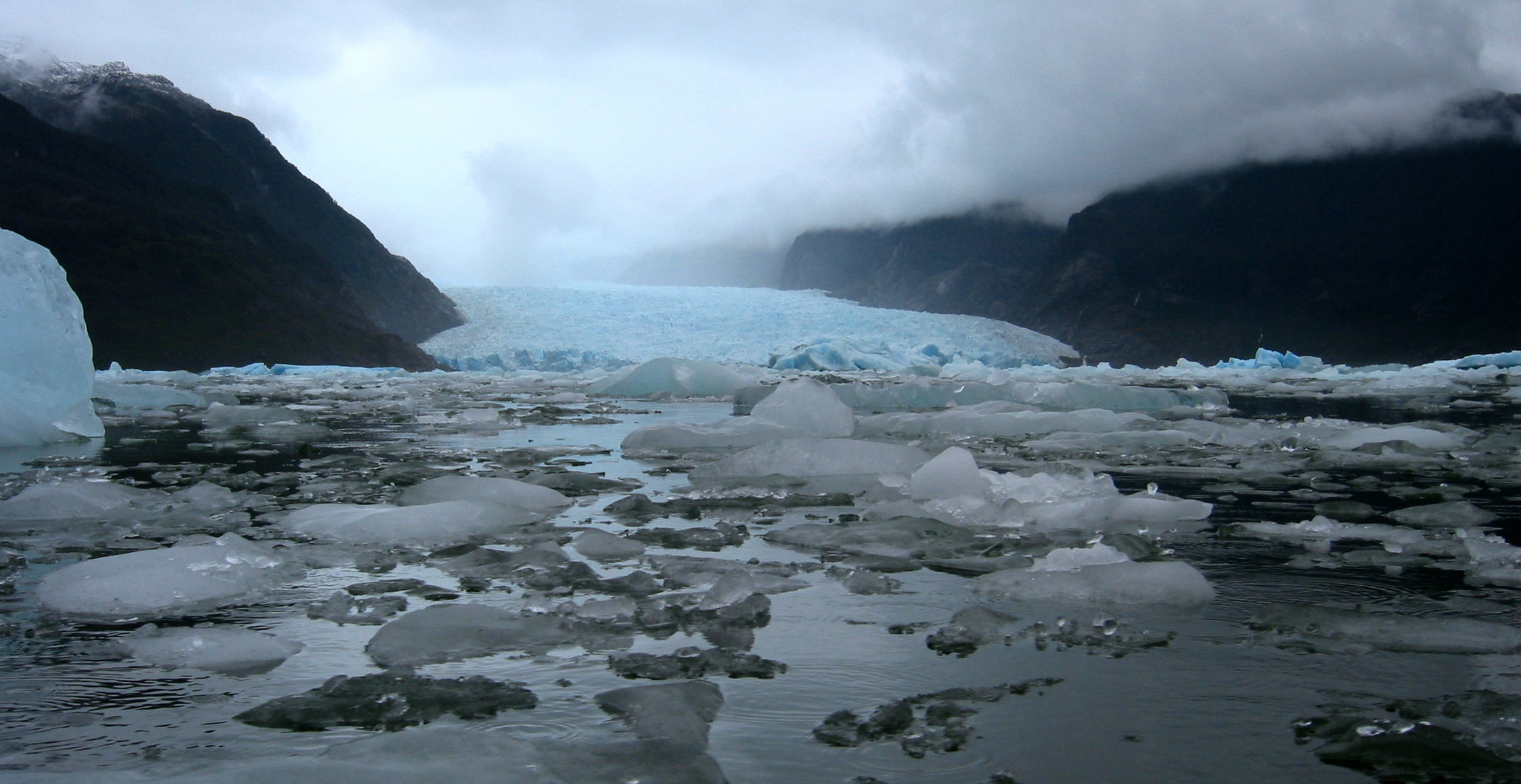
Ghiacciaio che sbocca sulla laguna San Rafael, Parco nazionale Laguna San Rafael, Regione di Aysén, Cile.
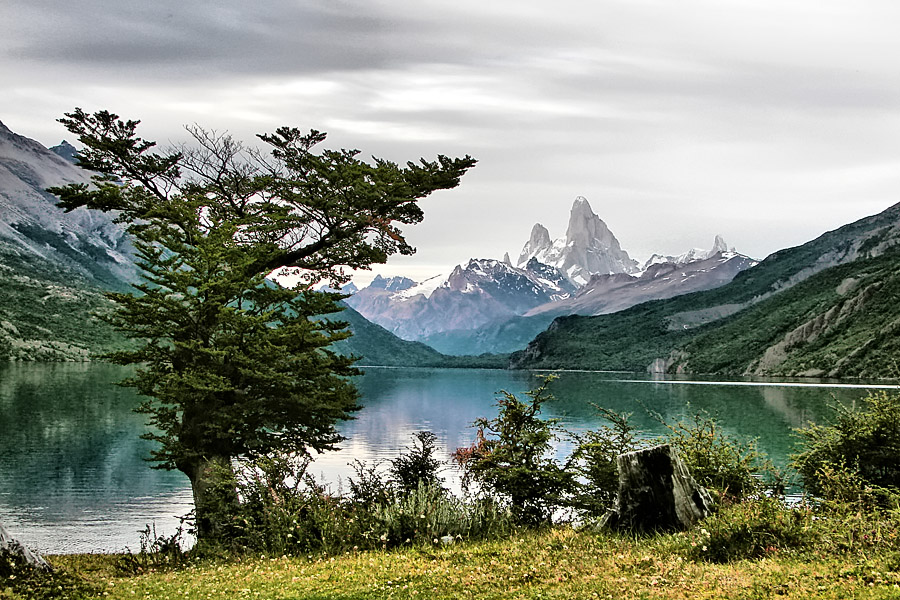
Il Lago Desierto e, sullo sfondo il monte Fitz Roy, provincia di Santa Cruz, Argentina.
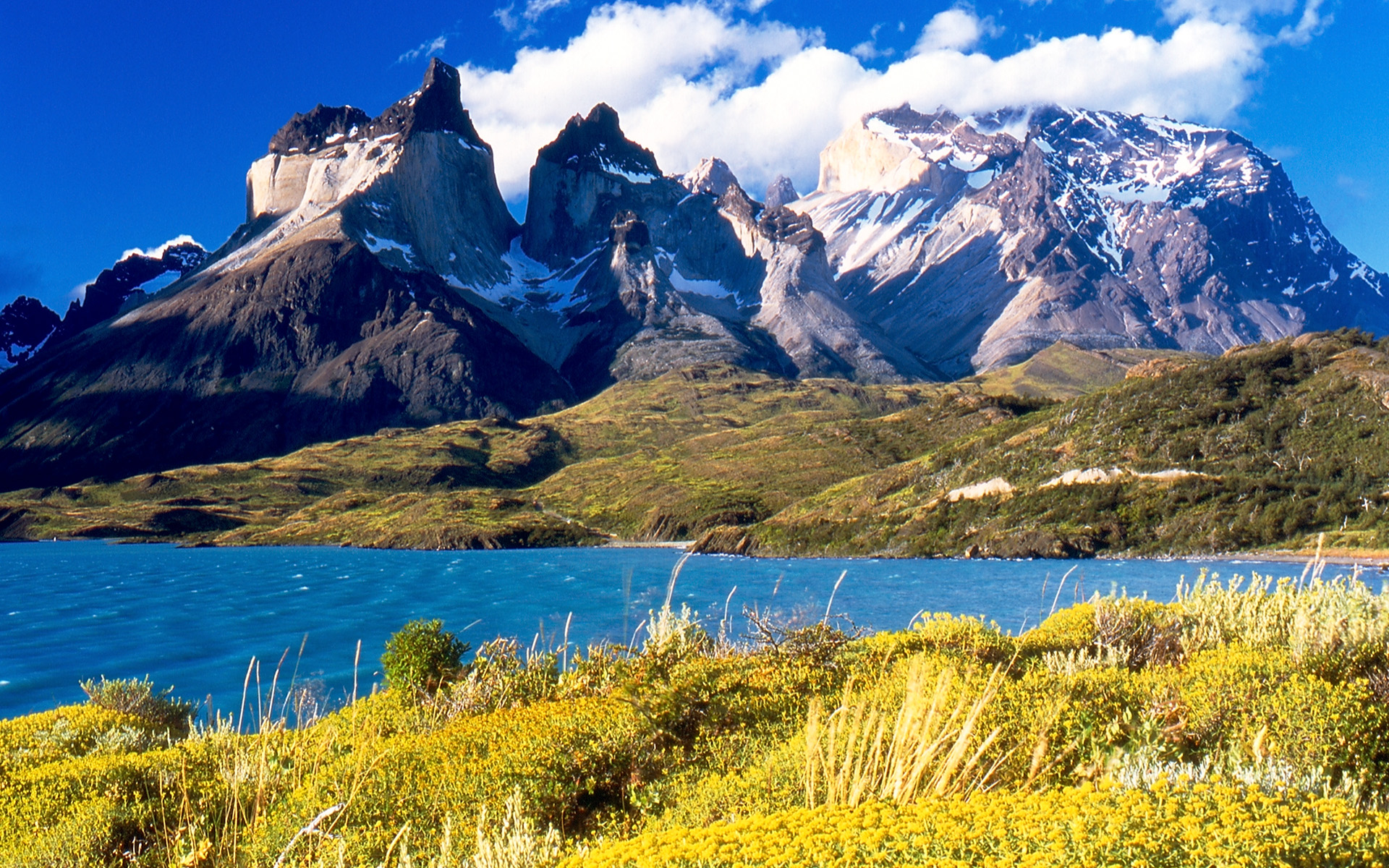
Vista dei Cuernos del Paine dal Lago Pehoé, Cile.
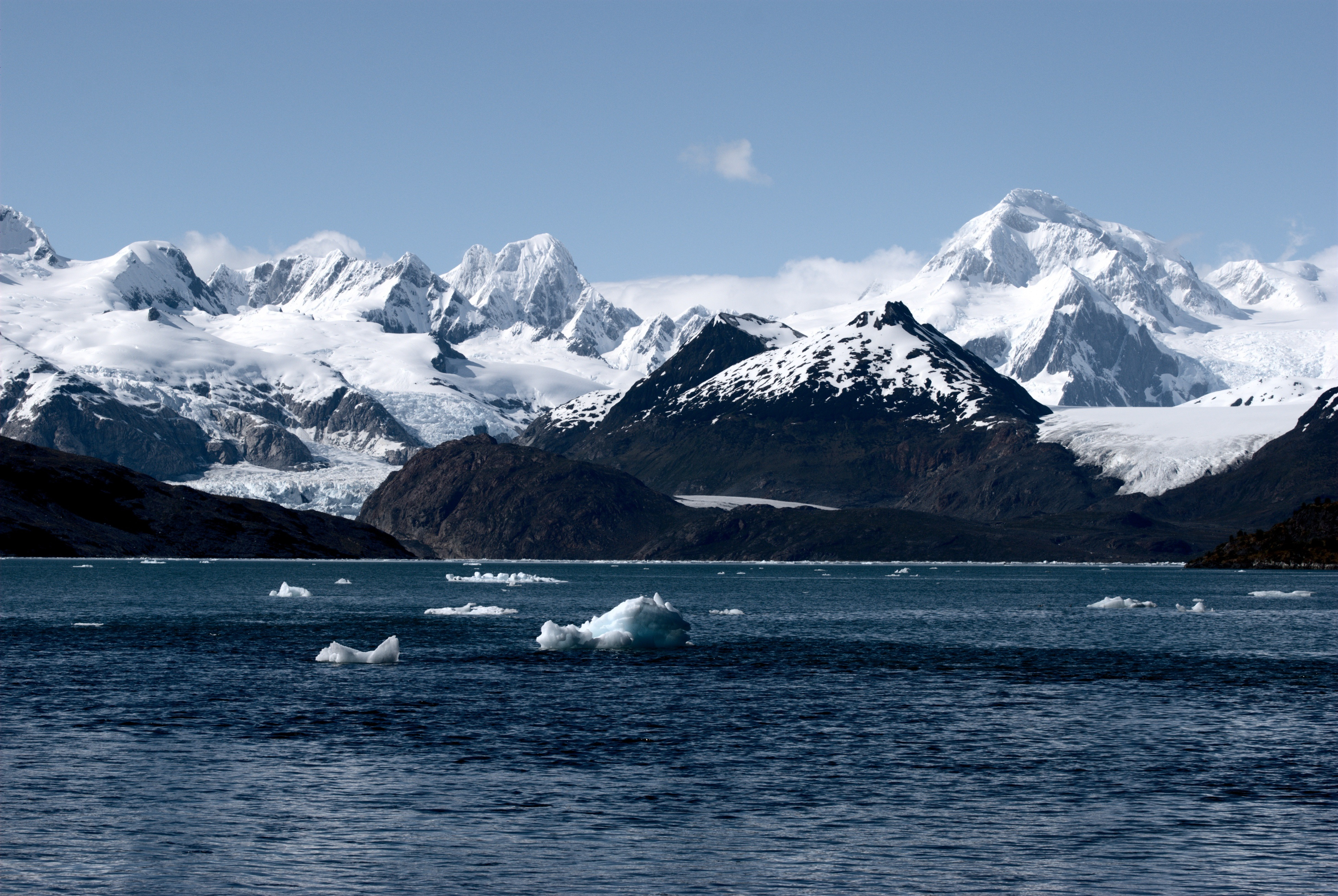
Cordillera Darwin, Parco nazionale Alberto de Agostini, Regione di Magellano, Cile.